# 228 î.Hr.

## Nașteri
- dată necunoscută: Lucius Aemilius Paullus Macedonicus  (d. 160 î.Hr.)

## Decese
- dată necunoscută: Hamilcar Barca  (n. 275 î.Hr.)